# Governo da Coreia do Norte
O Governo da Coreia do Norte é a autoridade governamental responsável pelo controle e gestão do estado da Coreia do Norte, baseado de forma centralizada no poder executivo. O governo é divido na estrutura de três poderes, executivo, legislativo (a Assembleia Popular Suprema) e judiciário, sendo baseado em uma espécie de república presidencialista construída a partir de um sistema de partido dominante, onde o Partido dos Trabalhadores da Coreia controla o governo com uma pequena participação de partidos secundários, legalizados pelo mesmo, no entanto, o governo é de fato pertencente ao Partido dos Trabalhadores; O Secretário-Geral do Partido dos Trabalhadores da Coreia é o líder do partido e também o Presidente da Coreia do Norte, cargo hoje pertencente a Kim Jong-un. O Governo da Coreia do Norte foi constituído em 1948 a partir da Constituição da Coreia do Norte, sendo sua ultima alteração datada de 1975, quando removeu o marxismo-leninismo de sua ideologia e incorporou o pensamento Juche como núcleo do partido e do estado norte-coreano.
O Governo da Coreia do Norte, desde a morte de Kim Il-sung em 1994, passou a incorporar o Militarismo, o Culto à personalidade e a hierarquia, bem como a adesão da politica songun, que prioriza e coloca o Exército Popular da Coreia em primeiro lugar. Muitos escândalos de assassinato e disputa por poder são relatados dentro do governo norte-coreano, como por exemplo o assassinato de Chang Song-taek, tio de Kim Jong-Un, até 2012, aspirante a ascender o cargo de presidente.

## História
O Governo da Coreia do Norte tem suas raízes no estado de curta-duração que existiu entre a queda do japão imperial e a divisão da coreia (1945), a República Popular da Coreia. A partir do final de 1945, a Coreia do Norte foi ocupada pela União Soviética e estabeleceu a força o Comitê Popular da Coreia do Norte, que em 9 de Setembro de 1948 formou o que viria a ser o governo da Coreia do Norte e o 1.º Gabinete da Coreia do Norte, gerenciado por Kim Il-sung, do recém fundado Partido dos Trabalhadores da Coréia; o primeiro gabinete da Coreia do norte, foi criado após a primeira sessão da Assembleia Popular Suprema e durou de 9 de Setembro de 1948 até 20 de Setembro de 1957.
Inicialmente, até 1972, o cargo responsável por ser o Chefe de Estado era o de Premier da Coreia do Norte, no entanto, isto foi alterado na constituição, e o cargo de Presidente da Coreia do Norte foi estabelecido. Sendo o primeiro Premier da Coreia do Norte, Kim Il-Sung, que a partir de 1972 se tornou o Presidente da Coreia do Norte. Kim Il-Sung morre em 1994, dando espaço para a ascensão de seu filho, Kim Jong-Il (governo de 1994 a 2011), que assumiu o cargo presidencial e definiu, informalmente, que a posse presidencial do país seria hereditária. Com o inicio do 10.º Gabinete da Coreia do Norte (1998 - 2003), foi aderido o Culto à personalidade na Coreia do Norte e a criação do titulo de Líder eterno da Coreia do Norte, que foi dado a Kim Il-sung por seu próprio filho. Também foi implementado a politica Songun que passou a priorizar o exército da coreia do norte, o Exército Popular da Coreia, acima até do próprio governo em certas ocasiões (O Presidente da Coreia do Norte também é a autoridade máxima do exército).

## Organização
Como mencionado anteriormente, até 1972, o único cargo de autoridade era o de Primeiro-Ministro, e depois passou a ser o de Presidente. O Primeiro-Ministro, depois das mudanças efetivas na constituição em 1975, bem como o resto do gabinete (excluindo o Presidente) precisa ser aprovado pela Assembleia Popular Suprema. A Assembleia também é responsável por formar e eleger os gabinetes, que possuem ao todo (14.º Gabinete da Coreia do Norte) 43 ministérios ou cargos exclusivos, como o de Secretário-Geral do Gabinete.